# Drusa (mineralogia)

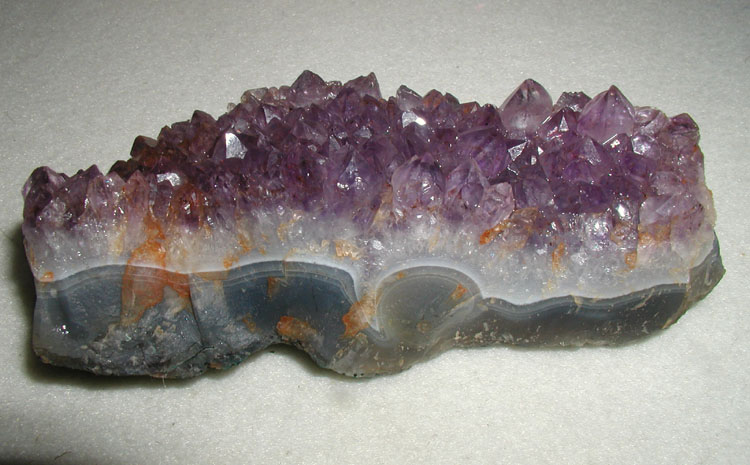
Cristalli di ametista cresciuti in forma di drusa

La drusa in mineralogia è un'aggregazione di cristalli impiantati per un'estremità su una matrice rocciosa e liberi di accrescersi all'estremità opposta, contrariamente ai geodi i quali consistono in cavità con i cristalli che, impiantati sulle pareti, si accrescono verso l'interno.
I minerali comuni che si presentano frequentemente sotto forma di druse sono la pirite, il quarzo, l'ortoclasio e la fluorite.